# Allegro Group Ukraine
Allegro Group Ukraine — холдинг в области электронной коммерции украинского интернет-пространства. Входит в состав группы Naspers.

## Проекты
На Украине в состав Allegro Group входят следующие проекты:
- Aukro.ua (cуществовало до 1 октября 2016) — торговая площадка в форме аукциона;
- OLX.ua (в прошлом Slando.ua) — портал бесплатных объявлений для частных лиц;
- Prom.ua — всеукраинский торговый центр в интернете, агрегатор по другим интернет магазинам;
- PayU — процессинговый центр, предоставляющий платежные решения для интернет-бизнеса;
- Vcene.ua — сайт для выбора товаров и сравнения цен интернет-магазинов Украины.

## Хронология компании

### 2011 год
- В 2011 году выручка Allegro Group Ukraine составила 25 млн долларов США[1]. Согласно рейтингу журнала Forbes, Украина стала лучшим показателем среди сервисов онлайн-торговли.

### 2012 год
- Создан единый отдел продаж медийной рекламы[2].
- Allegro Group объявляет о закрытии проекта Emarket[3]. Все пользователи окончательно переведены на Slando в начале 2013 года[4].
- Несколько проектов холдинга становятся победителями рейтинга «Фавориты Успеха»[5]. Prom.ua — в категории «Интернет-каталог компаний, товаров и услуг»[6], Slando — в категории «Торговая площадка»[7], Aukro.ua — в категории «Интернет-аукцион»[8].

### 2013 год
- Запуск услуги ретаргетинга на сайтах Slando.ua, Vcene.ua и Prom.ua[9]. Товарный ретаргетинг позволяет в точности определить товарные предпочтения каждого пользователя[10].
- Объединение Slando с российским проектом Avito.ru[11].
- Проекты Allegro Group Ukraine номинированы на Первую украинскую премию в области электронной коммерции «Ukrainian E-awards». Проект ModnaKasta стал победителем в номинации «Прорыв года». Лауреатами премии стали проекты Aukro.ua, Prom.ua в категориях «Маркетинговая кампания» и «Инновационное решение»[12].

### 2014 год
- В апреле произошел ребрендинг Slando в Беларуси[13] и Казахстане[14]. Проект присоединился к международной группе OLX.
- По итогам Второй всеукраинской премии в области электронной коммерции «UkrainianE-awards», проект Slando стал победителем в номинации Прорыв года"[15]

### 2016 год
- 1 октября — Закрыт проект Aukro.ua.[16]